# Melissodes mimica
Melissodes mimica är en biart som beskrevs av Cresson 1869. Melissodes mimica ingår i släktet Melissodes och familjen långtungebin. Inga underarter finns listade i Catalogue of Life.